# Bob Brookmeyer
Robert Brookmeyer (Kansas City, 19 december 1929 - Missouri, 15 december 2011) was een Amerikaanse jazzmuzikant (trombone, piano), componist en arrangeur.

## Carrière
Brookmeyer studeerde van 1947 tot 1950 aan het conservatorium in Kansas City. Na zijn militaire diensttijd begon hij zijn carrière als pianist bij Tex Beneke. In 1952 speelde hij bij Louis Prima, Claude Thornhill, Terry Gibbs en Woody Herman en begon hij zich ook te onderscheiden op de ventieltrombone. In 1953 verhuisde hij naar Los Angeles en werd hij een belangrijk figuur van de Westcoast-jazz, eerst bij Stan Getz (At the Shrine, 1954), daarna in het bijzonder door het vervangen van Chet Baker in het pianoloze kwartet van Gerry Mulligan. De formatie trad in 1954 op in de Salle Pleyel in Parijs en was te horen op het album Pleyel Concert bij Vogue Records. Ook maakte hij deel uit van de bijzondere Jimmy Giuffre Three (1957/58) met Giuffre's saxofoon, Brookmeyers ventieltrombone en Jim Halls gitaar.
Gelijktijdig werkte Brookmeyer verder als pianist en nam hij in 1959 een plaat op met een kwartet met Bill Evans. Begin jaren 1960 was hij co-leider, arrangeur en trombonist van de Gerry Mulligan Concert Jazz Band en van 1961 tot 1966 leidde hij met Clark Terry een tamelijk succesvol kwintet. In 1962 arrangeerde hij voor Jack Teagarden (Think Well of Me) en in 1965 was hij een van de oprichtingsleden van het Thad Jones/Mel Lewis Orchestra, waarvoor hij talrijke arrangementen bijstuurde. Vanaf 1968 werkte hij als studiomuzikant aan de Amerikaanse westkust en speelde hij vaak aan de zijde van zeer bekende mainstream-jazzers. Tot 1980 was hij muzikaal leider van de gereorganiseerde Lewis Big Band, waarvoor hij zowel solistisch optrad alsook verder zeer subtiele arrangementen schreef.
Eind jaren 1980 verhuisde Brookmeyer naar Europa, waar hij verder ging met schrijven en nu en dan meewerkte bij opnamen met de ventieltrombone.
Brookmeyer telt als eerste vooraanstaande jazzmuzikant op de ventieltrombone sinds Juan Tizol. Als pianist ontwikkelde hij een percussieve en dissonante speelwijze volledig buiten de tot dusver zijnde jazztraditie. In 2006 kreeg hij de NEA Jazz Masters Fellowship.
Een overzicht over de bandbreedte van Brookmeyers composities geeft het album OverTime: Music of Bob Brookmeyer (2014, Planet Arts Recordings) van het Vanguard Jazz Orchestra: Vier nummers van begin jaren 1980 en vier uit de jaren 2000.

## Overlijden
Bob Brookmeyer overleed in december 2011 op bijna 82-jarige leeftijd.

## Discografie
- 1954: The Dual Role of Bob Brookmeyer (Prestige/OJC) met Jimmy Raney, Mel Lewis, Teddy Charles
- 1954: Quintets (Vogue)
- 1956: Brookmeyer (RCA Victor)
- 1957: Traditionalism Revisited (Blue Note) met Jimmy Giuffre, Jim Hall, Joe Benjamin, Ralph Peña
- 1978: The Bob Brookmeyer Small Band (DCC Jazz, verschenen in 1999)
- 1986: Oslo (Concord)
- 1988: Back Again (Dragon)
- 1991: Electricity (ACT)
- 1993: Paris Suite (Challenge)
- 1994: Old Friends (Storyville) met Thomas Clausen, Mads Vinding
- 1997: New Works / Celebration (Challenge)
- 1998: Out Of This World (Koch)
- 1998: Together (Challenge, met Mads Vinding)
- 1999: Madly Loving You (Challenge)
- 2000: Holiday (Challenge)
- 2004: Island (Artists House)
- 2012: Trombone Jazz Samba (+ Samba Para Dos) (Verve Records)

- Biblioteca Nacional de España: XX866719
- Bibliothèque nationale de France: cb13891874t (data)
- Gemeinsame Normdatei: 134609220
- International Standard Name Identifier: 0000 0001 1444 9181
- Library of Congress Control Number: n81071194
- MusicBrainz: 9d1b5faa-96b9-4061-b1e9-1fb9cd74ab66
- Nationale Bibliotheek van Tsjechië: ola2002159551
- Nationale Bibliotheek van Israël: 987007413512705171
- Nederlandse Thesaurus van Auteursnamen: 074273663
- Istituto Centrale per il Catalogo Unico: RAVV339328
- SNAC: w6dr56gs
- Système universitaire de documentation: 085649910
- Virtual International Authority File: 56795511
- WorldCat: E39PBJf48xWFM6xBxF4v3dbmVC